# Michael Balthasar von Christalnigg
Michael Balthasar von Christalnigg (1710 – Berchtesgaden, 1768) fu principe-prevosto di Berchtesgaden.

## Biografia
Di famiglia nobile di rango comitale, von Christalnigg si formò spiritualmente al Collegio Apollinare di Roma per poi divenire canonico agostiniano.
Alla sua ascesa al trono come principe-prevosto di Berchtesgaden, von Christalnigg donò allo stato la sua copiosa biblioteca di circa 10.000 volumi pur conscio di iniziare con una situazione economica locale sfavorevole per 250.000 fiorini di debiti accumulati dai suoi predecessori. Malgrado questo egli non mancò di investire proprio nel campo della costruzione realizzando nel 1758 il castello di Fürstenstein che comprendeva tra gli altri ambienti una grande cappella, oltre al castello di Meierhof dal 1760.